# جلان ستيل
جلان ستيل (بالإنجليزية: Glen Steele)‏ هو لاعب كرة قدم أمريكية أمريكي، ولد في 4 أكتوبر 1974 في ليغونير في الولايات المتحدة.

## وصلات خارجية
- جلان ستيل على موقع مرجع كرة القدم المحترفة.كوم (الإنجليزية)